# Bataille de Möckern
Sixième Coalition
Batailles
Campagne de Russie (1812)
- Liste des batailles
- Mir
- Moguilev
- Ostrovno
- Vitebsk
- Kliastitsy
- Smolensk
- 1re Polotsk
- Valoutina Gora
- Moskova
- Moscou
- Winkowo
- 2e Polotsk
- Maloïaroslavets
- Gorodnia
- Czaśniki
- Viazma
- Smoliani
- Krasnoï
- Bérézina

Campagne d'Allemagne (1813)
- Dantzig
- Lunebourg
- Möckern
- Lützen
- Bautzen
- Reichenbach
- Haynau
- Luckau
- Hoyerswerda
- Lauenbourg
- Goldberg
- Gross Beeren
- Katzbach
- Dresde
- Kulm
- Dennewitz
- Peterswalde
- Liebertwolkwitz
- Leipzig
- Hanau
- Sehested
- Torgau
- Hambourg

Campagne de France (1814)
- Sainte-Croix-en-Plaine
- Besançon
- Mayence
- Metz
- Saint-Avold
- 1re Saint-Dizier
- Brienne
- La Rothière
- Campagne des Six-Jours (Champaubert
- Montmirail
- Château-Thierry
- Vauchamps)
- Mormant
- Montereau
- Bar-sur-Aube
- Saint-Julien
- Laubressel
- Berry-au-Bac
- Craonne
- Coutures
- Laon
- Soissons
- Mâcon
- Reims
- Saint-Georges-de-Reneins
- Limonest
- Arcis-sur-Aube
- Fère-Champenoise
- 2e Saint-Dizier
- Meaux
- Claye
- Villeparisis
- Paris

- Feistritz
- Caldiero (en)
- Trieste
- Mincio

- Hoogstraten (de)
- Anvers
- Berg-op-Zoom
- Courtrai

La bataille de Möckern est un affrontement de la guerre de la Sixième Coalition qui se déroula le 5 avril 1813 à Möckern, en Prusse. Elle opposa les troupes françaises du général Eugène de Beauharnais à une armée russo-prussienne commandée par le général Pierre Wittgenstein. Les Alliés y remportèrent leur première grande victoire de la campagne contre un adversaire numériquement supérieur, ce qui renforça leur moral. 

## Contexte
Après la désastreuse retraite de la Grande Armée en Russie, Napoléon retourna en France pour procéder à la levée de nouvelles troupes. Le maréchal Joachim Murat, qui avait pris le commandement des unités françaises demeurées en Europe centrale, tenta vainement de s'opposer à la progression de l'armée russe dans la campagne d'hiver en Prusse et Pologne. En février 1813, Murat, en mauvais termes avec l'Empereur, transmit le commandement à Eugène de Beauharnais et regagna ses possessions en Italie. La situation des Français continua de se dégrader et Eugène dut replier son front de la Vistule à l'Oder, avant d'évacuer Berlin au mois de mars pour se réfugier derrière le fleuve Elbe. 
Pendant ce temps, les troupes russes pénétrèrent en Prusse et occupèrent le duché de Varsovie, un territoire sous protectorat français. Le 11 mars, elles firent leur entrée dans Berlin. Partout, la population allemande se souleva contre les occupants français, mais il fallut attendre le 16 mars 1813 pour que le gouvernement prussien déclare officiellement la guerre à la France, après la mobilisation de ses forces armées. Les troupes prussiennes et russes se préparèrent alors à marcher de concert sur la rive ouest de l'Elbe afin de libérer les États de la confédération du Rhin, alliés aux Français. De son côté, Napoléon fit parvenir ses instructions à Eugène dans lesquelles il l'exhortait à tenir la ligne de l'Elbe en lançant une offensive de petite envergure à l'est du fleuve, avec les moyens dont il disposait. Menacés de la sorte, les Alliés se verraient contraints de réagir, retardant d'autant le franchissement de l'axe stratégique Elbe-Saale, ce qui permettrait ainsi à Napoléon d'engager sa nouvelle armée dans la lutte. Le 9 mars 1813, ce dernier écrivit à Eugène : 

« S’il est une belle position, c’est celle en avant de Magdeburg, où vous menacez à chaque instant d’attaquer l’ennemi, et d’où vous l’attaquerez en effet s’il ne se présente pas en force […]. »

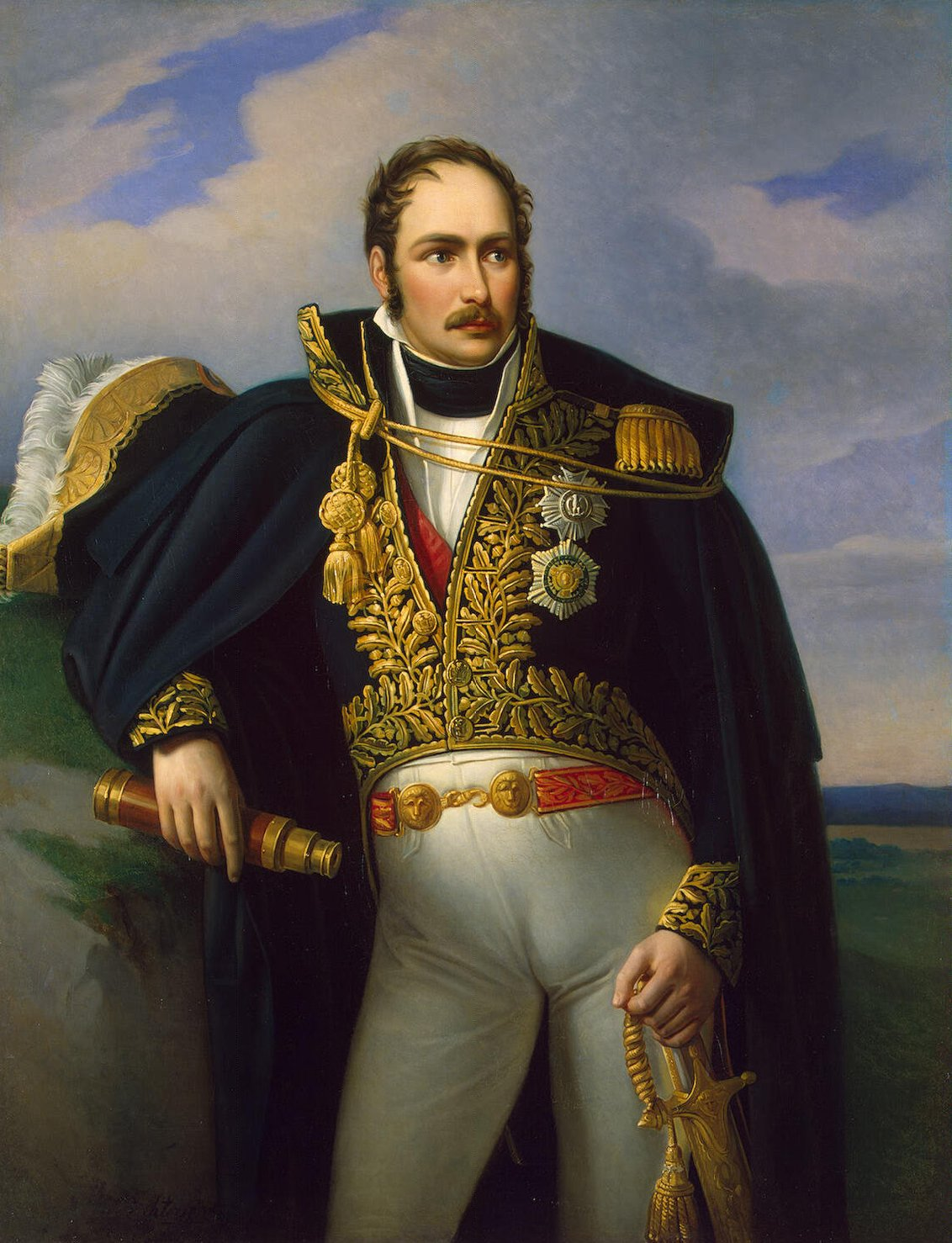
Le prince Eugène de Beauharnais, vice-roi d'Italie.

Quelques jours plus tard, il réitéra ses intentions dans une lettre adressée au général Lauriston, commandant le Ve corps, à qui il enjoignait de prendre des mesures offensives contre l'ennemi. Le 21 mars, le prince Eugène positionna la plus grande partie de ses forces à l'est de Magdebourg, mais il préféra battre en retraite peu après. Napoléon l'ayant de nouveau encouragé à prendre les devants, Eugène s'établit finalement sur la ligne de l'Elbe le 1er avril.
À cette époque, Berlin était occupé par 13 000 soldats russes sous les ordres du comte Pierre Wittgenstein et par un corps de 10 000 Prussiens commandés par le général Ludwig Yorck. Plus en arrière, sur les rives de l'Oder, stationnaient également le corps du général Friedrich Wilhelm von Bülow (12 000 hommes) et la brigade de Ludwig von Borstell (5 000 hommes). Wittgenstein, qui exerçait le commandement en chef, donna l'ordre de se diriger au sud vers Roẞlau afin de traverser l'Elbe et de se réunir dans Leipzig avec l'armée du général Gebhard Leberecht von Blücher. La manœuvre des Alliés était en cours d'exécution lorsque la brigade Borstell, chargée de couvrir le flanc de l'armée en avant de Magdebourg, fut attaquée et repoussée le 2 avril par le Ve corps français de Lauriston. Le lendemain, le XIe corps français du général Paul Grenier et le corps de cavalerie du général Victor de Fay de Latour-Maubourg franchirent l'Elbe et refoulèrent les troupes de Borstell au-delà de Möckern. Wittengstein, qui jugeait possible une offensive française contre Berlin, interrompit sa marche sur la Saxe et ordonna à toutes les unités placées sous son commandement d'obliquer en direction de Magdebourg. La brigade Borstell, très en pointe du dispositif allié, reçut pour instruction d'éviter momentanément toute confrontation directe avec l'adversaire. 
Dans la matinée du 4 avril, les soldats de Borstell se retirèrent à Gloine. Le corps de Bülow était à Ziesar, celui de Yorck à Zerbst et les unités russes du général Gregor Berg à Lietzo. Wittgenstein avait initialement prévu d'attendre un jour de plus pour rassembler ses troupes, afin d'être en mesure de déclencher le 6 avril une fausse attaque sur le front ennemi avec les troupes de Bülow et de Borstell, pendant que les régiments de Yorck et de Berg devaient déboucher sur le flanc par Gommern. Toutefois, lorsqu'il apprit le matin du 5 avril que les forces napoléoniennes se préparaient à se replier sur Magdebourg, il décida de passer immédiatement à l'offensive. Le général russe ne disposait au total que de 20 050 hommes, un effectif très inférieur à celui des Français.

## Déroulement de la bataille
Dans la matinée du 5 avril 1813, le dispositif français était le suivant : la division du général Joseph Lagrange, du Ve corps, forte d'environ 9 500 hommes et 16 canons, était postée sur l'aile droite à Wahlitz, avec des avant-postes à Gommern et Dannigkow ; au centre, les trois divisions du XIe corps (environ 24 000 hommes, 46 canons) étaient déployées dans les villages de Karith, Nedlitz et Büden pendant que la 1re division de cavalerie légère (800 hommes, six canons) stationnait à Zeddenick. Sur l'aile gauche, la division du Ve corps sous les ordres du général Nicolas Joseph Maison (5 000 hommes, 18 canons) occupait Woltersdorf. Une autre division du Ve corps, commandée par le général Donatien de Rochambeau, se trouvait à proximité tandis qu'une division de la Garde impériale menée par le général François Roguet était établie dans le village de Pechau, située dans une zone marécageuse à quelque distance de Magdebourg. De son côté, le Ier corps de cavalerie s'avança jusque sur les rives de l'Ehle (de), une petite rivière qui constituait un obstacle naturel pour un éventuel attaquant. Des avant-postes étaient également déployés à Dannigkow et à Vehlitz, chacun des deux villages étant défendu par une compagnie d'infanterie. Au total, les forces dont disposait le prince Eugène se montaient à 37 400 hommes. 

### Combat de Dannigkow
Sur l'aile gauche des Alliés, le corps d'armée de Yorck s'avança contre les positions françaises dans la matinée du 5 avril, aux alentours de 11 h. L'avant-garde, sous les ordres du lieutenant-général Friedrich Heinrich Karl von Hünerbein, se composait de trois bataillons d'infanterie de Prusse orientale, de deux escadrons de hussards, du régiment de dragons Treskow, de quelques cosaques et de 12 pièces d'artillerie. Hünerbein avait pour instruction de distraire l'ennemi et de l'empêcher ainsi de se dérober jusqu'à l'arrivée du corps principal. Le général était cependant déterminé à s'emparer de Dannigkow avec ses maigres forces. Dans un rapport ultérieur, il écrivit : 

« La cause était manifestement devenue une affaire d'honneur, une affaire sacrée pour la patrie, et je ne pouvais plus me conformer aux instructions m'intimant de refuser le combat ; c'était le premier combat sérieux de cette guerre, et la victoire ou la mort devait être le mot d'ordre […]. »

Vers 13 h, les hussards se heurtèrent aux avant-postes de la division Lagrange et les repoussèrent jusqu'à Dannigkow. Là, ils essuyèrent le feu des tirailleurs français et subirent leurs premières pertes. Hünerbein détacha alors le 1er bataillon de Prusse orientale pour prendre le village. Ces fantassins progressèrent jusqu'au pont sur l'Ehle et un violent combat de rues s'engagea. Le 2e bataillon de Prusse orientale fut appelé à la rescousse mais ce soutien ne fut pas suffisant pour emporter Dannigkow.
Du côté français, Eugène, qui avait entendu la canonnade au loin, savait qu'une attaque sérieuse était en cours à Dannigkow et que d'autres secteurs de sa ligne étaient potentiellement menacés. Il ordonna donc à deux bataillons de renforcer les positions de Dannigkow, Vehlitz et Zeddenick. Pendant ce temps, les troupes françaises présentes dans la première de ces localités (deux puis trois compagnies du 134e régiment d'infanterie de ligne) étaient pilonnées par quatre pièces prussiennes qui venaient d'être acheminées dans la zone.
Hünerbein fit ensuite partir à l'attaque deux bataillons d'infanterie de Prusse orientale sous les ordres du major Lobenthal. Les Français repoussèrent le premier assaut mais furent expulsés du village par le second, à l'issue d'une féroce lutte au corps-à-corps. Leurs efforts pour se regrouper sur la plaine au-delà de Dannigkow furent contrés par une charge à la baïonnette des Prussiens qui les força une nouvelle fois au repli. Il était 16 h lorsque Lobenthal décida de regagner le village afin de ne pas s'exposer en terrain découvert à l'attaque de l'artillerie et de la cavalerie françaises, supérieures en nombre. Les pertes des deux bataillons lors de cet engagement furent d'environ cent morts et blessés.
Au même moment, le gros du corps d'armée de Yorck, accompagné du général Wittgenstein en personne, était arrivé à Leitzkau avec six bataillons d'infanterie et le régiment de dragons Jürgaß. Compte tenu de l'âpreté des combats en cours, deux bataillons supplémentaires et quelques batteries d'artillerie furent envoyés à Dannigkow mais la journée se termina par une canonnade réciproque des troupes prussiennes et françaises. La division française de Lagrange ayant achevée sa concentration, toute nouvelle attaque prussienne sur ce point était compromise.
Une autre colonne, composée d'un bataillon de fusiliers et de 20 hussards sous le commandement du major Crammon, fut engagée par Hünerbein dès le début du combat pour contourner la position française par Dornburg en direction de Gommern. Crammon progressa d'abord sans encombre, chassa les avant-postes français d'une petite forêt d'épicéas et pénétra dans Gommern. Les Français lancèrent toutefois une contre-attaque avec deux bataillons d'infanterie et deux escadrons de cavalerie qui obligea les Prussiens à se retirer dans le bois pour s'y défendre. Une lutte acharnée s'ensuivit qui s'étala durant plusieurs heures ; dans ce contexte, des soldats français prisonniers furent exécutés par les Prussiens, comme le confirme le témoignage lapidaire du major Crammon : « [ces prisonniers] n'acceptaient aucun pardon et nous n'avions pas le temps de nous occuper d'eux plus longtemps ». Des faits similaires s'étaient déjà produits à Dannigkow où aucun des deux camps n'avait fait de prisonniers.

### Combats de Vehlitz
Un peu plus au nord de Dannigkow, l'avant-garde du corps de Berg, sous le commandement du général Roth, était entrée en contact avec les Français vers 16 h près de la localité de Vehlitz. Contrairement à ce qui s'était passé à Dannigkow, la nature du terrain n'était guère propice au développement d'un combat de grande ampleur qui se résuma à un duel d'artillerie entre les adversaires en présence. Le village de Vehlitz était tenu par quatre bataillons d'infanterie et quatre canons de la brigade française Zucchi (division Gérard) et le général Grenier, commandant le XIe corps, s'était rendu lui-même sur place pour diriger la défense.

### Combats de Zeddenick

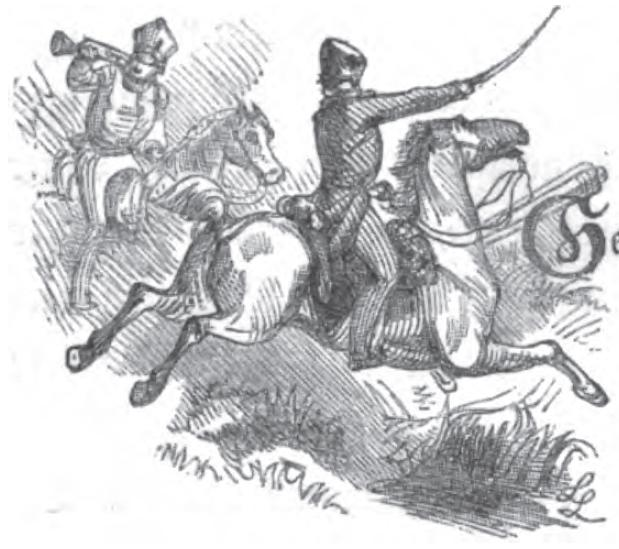
Le major von Platen au combat de Zeddenick. Illustration tirée d'un livre de 1864.

À 16 h, l'avant-garde du corps de Bülow, commandée par le général Adolf Friedrich von Oppen (régiment de dragons de Platen, quatre escadrons de hussards — 1er et 2e régiments à deux escadrons chacun —, un bataillon de fusiliers et quelques cosaques) déboucha sur le champ de bataille et progressa en direction de Möckern. Les cosaques refoulèrent les avant-postes de la 1re division de cavalerie légère française derrière Zeddenick. Cette dernière alignait à ce moment le 7e régiment de chevau-légers lanciers, le 8e régiment de hussards et le 9e régiment de cavalerie polonaise ainsi que quelques éléments des 3e, 13e, 19e et 22e régiments de chasseurs à cheval. Cette force était soutenue par une batterie d'artillerie. Plus loin, trois bataillons d'infanterie étaient retranchés dans le village de Nedlitz, protégés en avant de leur position par un large fossé. 
Les hussards prussiens et les dragons, conduits par le général von Oppen, se précipitèrent à l'attaque avec l'appui d'une demi-batterie d'artillerie. À l'issue d'un bref combat, les trois régiments français furent brisés et abandonnèrent le champ de bataille. Un peu plus tard, ces mêmes régiments chargèrent les troupes de Borstell et de Berg à Vehlitz où ils furent finalement taillés en pièces. Le général von Oppen poursuivit les unités ennemies en fuite en direction de Nedlitz et ne s'en retourna à Zeddenick qu'à la nuit tombée.